# 羅馬橋 (聖蒂貝里)

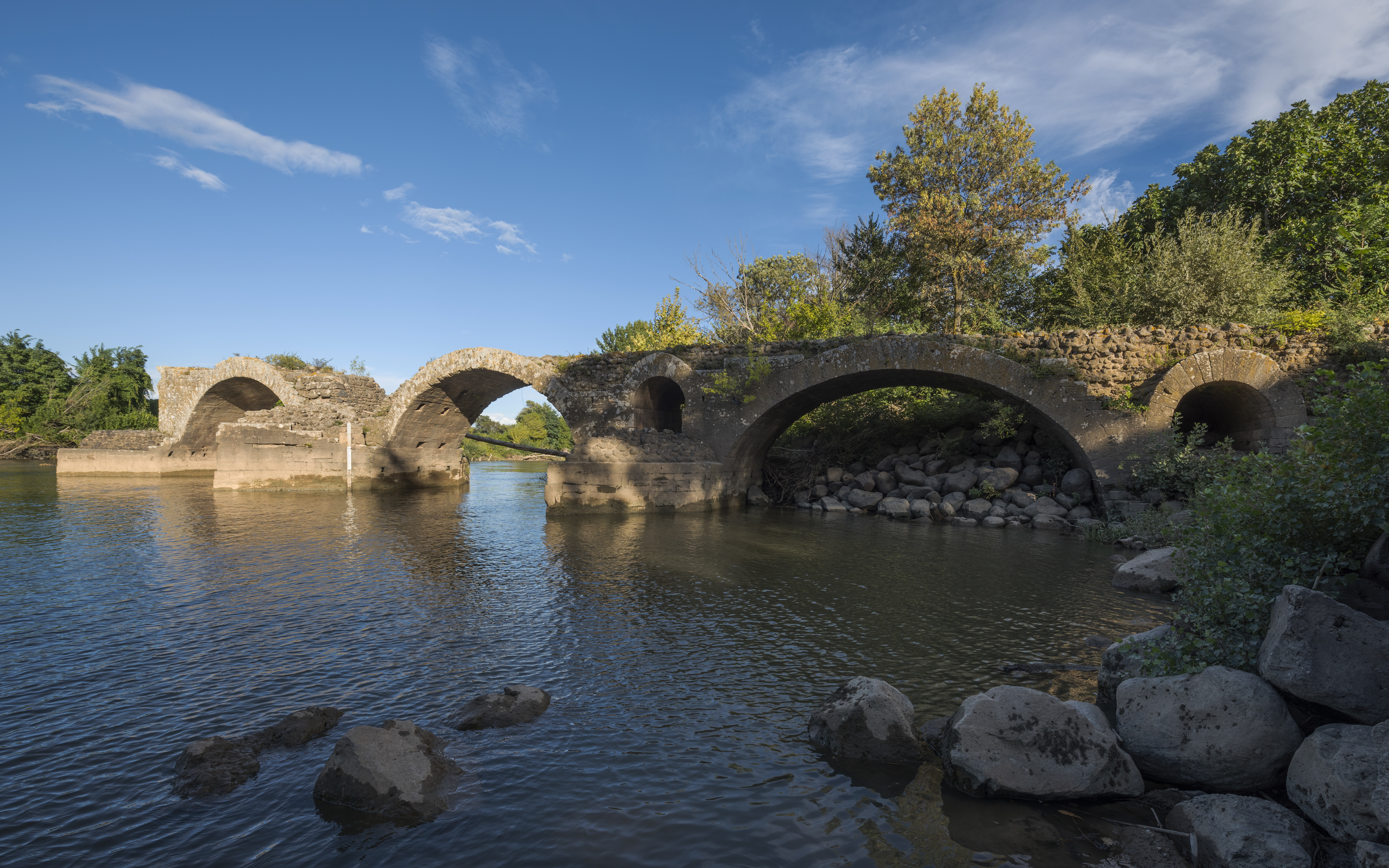

羅馬橋（法語：Pont romain de Saint-Thibéry）是一座羅馬橋樑，位於法國南部埃羅省聖蒂貝里。

## 外部連結
维基共享资源上的相關多媒體資源：羅馬橋
- Structurae数据库中羅馬橋 (聖蒂貝里)的数据

- Traianus – Technical investigation of Roman public works